# Швајгерн
Швајгерн (њем. Schwaigern) град је у њемачкој савезној држави Баден-Виртемберг. Једно је од 46 општинских средишта округа Хајлброн. Према процјени из 2010. у граду је живјело 11.094 становника. Посједује регионалну шифру (AGS) 8125086.

## Географски и демографски подаци
Швајгерн се налази у савезној држави Баден-Виртемберг у округу Хајлброн. Град се налази на надморској висини од 189 метара. Површина општине износи 49,5 km². У самом граду је, према процјени из 2010. године, живјело 11.094 становника. Просјечна густина становништва износи 224 становника/km².

## Међународна сарадња
| Мјесто  | Држава    | Врста сарадње | Од    |
| ------- | --------- | ------------- | ----- |
|         | Француска | партнерство   | 2004. |
| Пендорф | Аустрија  | партнерство   | 1988. |
| Извор   |           |               |       |